# Gnamptogyia diagonalis
Gnamptogyia diagonalis là một loài bướm đêm trong họ Noctuidae.